# ذبیح اعتمادی
ذبیح اعتمادی (هلندی: Zabih Etemadi؛ زاده ۱۹ سپتامبر ۱۹۸۲) یک بازیکن فوتبال اهل ایران است.